# Elefántcsontpart a 2016. évi nyári olimpiai játékokon
Elefántcsontpart a brazíliai Rio de Janeiróban megrendezett 2016. évi nyári olimpiai játékok egyik részt vevő nemzete volt. Az országot az olimpián 6 sportágban 12 sportoló képviselte, akik összesen 2 érmet szereztek.

## Érmesek
| Érem  | Versenyző           | Sportág   | Versenyszám     |
| ----- | ------------------- | --------- | --------------- |
| Arany | Cheick Sallah Cissé | Taekwondo | Férfi váltósúly |
| Bronz | Ruth Gbagbi         | Taekwondo | Női váltósúly   |

## Atlétika
Férfi
| Versenyző          | Versenyszám | Selejtező | Selejtező | Selejtező | Előfutam | Előfutam | Előfutam | Elődöntő | Elődöntő | Elődöntő | Döntő   | Döntő    |
| Versenyző          | Versenyszám | Idő       | Hely.     | Össz.     | Idő      | Hely.    | Össz.    | Idő      | Hely.    | Össz.    | Idő     | Helyezés |
| ------------------ | ----------- | --------- | --------- | --------- | -------- | -------- | -------- | -------- | -------- | -------- | ------- | -------- |
| Ben Youssef Méité  | 100 m       | kiemelt   | kiemelt   | kiemelt   | 10,03    | 1.       | 2.       | 9,97     | 2.       | 5.       | 9,96    | 6.       |
| Hua Wilfried Koffi | 100 m       | kiemelt   | kiemelt   | kiemelt   | 10,37    | 7.       | 51.**    | kiesett  | kiesett  | kiesett  | kiesett | kiesett  |
| Hua Wilfried Koffi | 200 m       |           |           |           | 20,48    | 4.       | 29.      | kiesett  | kiesett  | kiesett  | kiesett | kiesett  |

Női
| Versenyző          | Versenyszám | Selejtező | Selejtező | Selejtező | Előfutam | Előfutam | Előfutam | Elődöntő | Elődöntő | Elődöntő | Döntő   | Döntő    |
| Versenyző          | Versenyszám | Idő       | Hely.     | Össz.     | Idő      | Hely.    | Össz.    | Idő      | Hely.    | Össz.    | Idő     | Helyezés |
| ------------------ | ----------- | --------- | --------- | --------- | -------- | -------- | -------- | -------- | -------- | -------- | ------- | -------- |
| Murielle Ahouré    | 100 m       | kiemelt   | kiemelt   | kiemelt   | 11,17    | 2.       | 9.       | 11,01    | 4.       | 10.      | kiesett | kiesett  |
| Murielle Ahouré    | 200 m       |           |           |           | 22,52    | 2.       | 6.       | 22,59    | 4.       | 12.      | kiesett | kiesett  |
| Marie-Josée Ta Lou | 200 m       |           |           |           | 22,31    | 1.       | 1.       | 22,28    | 1.       | 5.       | 22,21   | 4.       |
| Marie-Josée Ta Lou | 100 m       | kiemelt   | kiemelt   | kiemelt   | 11,01    | 2.       | 3.       | 10,94    | 3.       | 7.       | 10,86   | 4.       |

## Cselgáncs
Női
| Versenyző                | Versenyszám | Selejtező         | Nyolcaddöntő                         | Negyeddöntő       | Elődöntő          | Vigaszág elődöntő | Bronz- mérkőzés   | Döntő             | Helyezés |
| Versenyző                | Versenyszám | Ellenfél Eredmény | Ellenfél Eredmény                    | Ellenfél Eredmény | Ellenfél Eredmény | Ellenfél Eredmény | Ellenfél Eredmény | Ellenfél Eredmény | Helyezés |
| ------------------------ | ----------- | ----------------- | ------------------------------------ | ----------------- | ----------------- | ----------------- | ----------------- | ----------------- | -------- |
| Zoulehia Abzetta Dabonne | Könnyűsúly  | erőnyerő          | Macumoto Kaori (JPN) · 000(0)–101(0) | kiesett           | kiesett           |                   |                   |                   | 9.       |

## Íjászat
Férfi
| Versenyző        | Versenyszám | Selejtező | Selejtező | 64-es főtábla                          | 32-es főtábla     | Nyolcaddöntő      | Negyeddöntő       | Elődöntő          | Döntő             | Helyezés |
| Versenyző        | Versenyszám | Pont      | Kiemelés  | Ellenfél Eredmény                      | Ellenfél Eredmény | Ellenfél Eredmény | Ellenfél Eredmény | Ellenfél Eredmény | Ellenfél Eredmény | Helyezés |
| ---------------- | ----------- | --------- | --------- | -------------------------------------- | ----------------- | ----------------- | ----------------- | ----------------- | ----------------- | -------- |
| Philippe Kouassi | Egyéni      | 634       | 57.       | Jean-Charles Valladont (FRA)(8.) · 4-6 | kiesett           | kiesett           | kiesett           | kiesett           | kiesett           | 33.      |

## Taekwondo
Férfi
| Versenyző           | Versenyszám | Nyolcaddöntő               | Negyeddöntő             | Elődöntő                     | Vigaszág elődöntő | Bronz- mérkőzés   | Döntő                       | Helyezés |
| Versenyző           | Versenyszám | Ellenfél Eredmény          | Ellenfél Eredmény       | Ellenfél Eredmény            | Ellenfél Eredmény | Ellenfél Eredmény | Ellenfél Eredmény           | Helyezés |
| ------------------- | ----------- | -------------------------- | ----------------------- | ---------------------------- | ----------------- | ----------------- | --------------------------- | -------- |
| Cheick Sallah Cissé | Váltósúly   | Piotr Paziński (POL) · 8-2 | Tahir Güleç (GER) · 7-1 | Oussama Oueslati (TUN) · 7-6 |                   |                   | Lutalo Muhammad (GBR) · 8-6 |          |

Női
| Versenyző   | Versenyszám | Nyolcaddöntő                 | Negyeddöntő            | Elődöntő          | Vigaszág elődöntő            | Bronz- mérkőzés            | Döntő             | Helyezés |
| Versenyző   | Versenyszám | Ellenfél Eredmény            | Ellenfél Eredmény      | Ellenfél Eredmény | Ellenfél Eredmény            | Ellenfél Eredmény          | Ellenfél Eredmény | Helyezés |
| ----------- | ----------- | ---------------------------- | ---------------------- | ----------------- | ---------------------------- | -------------------------- | ----------------- | -------- |
| Ruth Gbagbi | Váltósúly   | Seham El Sawalhy (EGY) · 4-3 | Haby Niaré (FRA) · 4-5 |                   | Aniya Louissaint (HAI) · 7-2 | Fəridə Əzizova (AZE) · 7-1 |                   |          |
| Mamina Koné | Nehézsúly   | Gwladys Épangue (FRA) · 1-3  | kiesett                | kiesett           |                              |                            |                   | 11.      |

## Úszás
Férfi
| Versenyző           | Versenyszám | Előfutam | Előfutam | Előfutam | Elődöntő | Elődöntő | Elődöntő | Döntő   | Döntő    |
| Versenyző           | Versenyszám | Idő      | Hely.    | Össz.    | Idő      | Hely.    | Össz.    | Idő     | Helyezés |
| ------------------- | ----------- | -------- | -------- | -------- | -------- | -------- | -------- | ------- | -------- |
| Thibaut Amani Danho | 100 m gyors | 52,78    | 2.       | 54.      | kiesett  | kiesett  | kiesett  | kiesett | kiesett  |

Női
| Versenyző      | Versenyszám | Előfutam | Előfutam | Előfutam | Döntő   | Döntő    |
| Versenyző      | Versenyszám | Idő      | Hely.    | Össz.    | Idő     | Helyezés |
| -------------- | ----------- | -------- | -------- | -------- | ------- | -------- |
| Talita Te Flan | 800 m gyors | 9:07,21  | 6.       | 27.      | kiesett | kiesett  |

## Vívás
Női
| Versenyző           | Versenyszám       | Selejtező         | 32-es főtábla                         | Nyolcaddöntő      | Negyeddöntő       | Elődöntő          | Bronz- mérkőzés   | Döntő             | Helyezés |
| Versenyző           | Versenyszám       | Ellenfél Eredmény | Ellenfél Eredmény                     | Ellenfél Eredmény | Ellenfél Eredmény | Ellenfél Eredmény | Ellenfél Eredmény | Ellenfél Eredmény | Helyezés |
| ------------------- | ----------------- | ----------------- | ------------------------------------- | ----------------- | ----------------- | ----------------- | ----------------- | ----------------- | -------- |
| Gbahi Gwladys Sakoa | Párbajtőr, egyéni | erőnyerő          | Szun Ji-ven (Sun Yiwen) (CHN) · 11-15 | kiesett           | kiesett           | kiesett           | kiesett           | kiesett           | 31.      |